# Fibulina
A fibulina, conhecida atualmente como fibulina-1 FBLN1', é o membro prototípico de uma família multigênica, atualmente com sete membros. A fibulina-1 é uma glicoproteína de ligação ao cálcio. Nos vertebrados, a fibulina-1 é encontrada no sangue e nas matrizes extracelulares. Na matriz extracelular, a fibulina-1 associa-se às membranas basais e às fibras elásticas. A associação com estas estruturas de matriz é mediada pela sua capacidade de interagir com numerosos constituintes da matriz extracelular, incluindo fibronectina, proteoglicanos, lamininas e tropoelastina. No sangue, a fibulina-1 liga-se ao fibrinogênio e incorpora-se aos coágulos.
As fibulinas são glicoproteínas secretadas que são incorporadas a uma matriz extracelular fibrilar quando expressas por células cultivadas ou adicionadas exogenamente a monocamadas celulares. Os cinco membros conhecidos da família partilham uma estrutura alongada e muitos locais de ligação ao cálcio, devido à presença de conjuntos em tandem de domínios semelhantes ao fator de crescimento epidérmico. Eles possuem sítios de ligação sobrepostos para diversas proteínas da membrana basal, tropoelastina, fibrilina, fibronectina e proteoglicanos, e participam de diversas estruturas supramoleculares. O domínio amino-terminal I da fibulina consiste em três módulos semelhantes à anafilatoxina (AT), cada um contendo quatro ou seis cisteínas. A estrutura de um módulo AT foi determinada para a anafilatoxina C3a derivada do complemento, e descobriu-se que é uma dobra alfa-helicoidal compacta que é estabilizada por três pontes dissulfeto no padrão Cys14, Cys25 e Cys36 (onde Cys é cisteína). A maior parte da porção restante da molécula de fibulina é uma série de nove repetições semelhantes à EGF.